# Thomas Sauer (Organist)
Thomas Sauer (obersorbisch Tomaš Žur; * 1954 in Wittichenau) ist ein deutscher Kirchenmusiker. Von 1978 bis 2020 war er Domorganist an der St.-Hedwigs-Kathedrale in Berlin.

## Leben

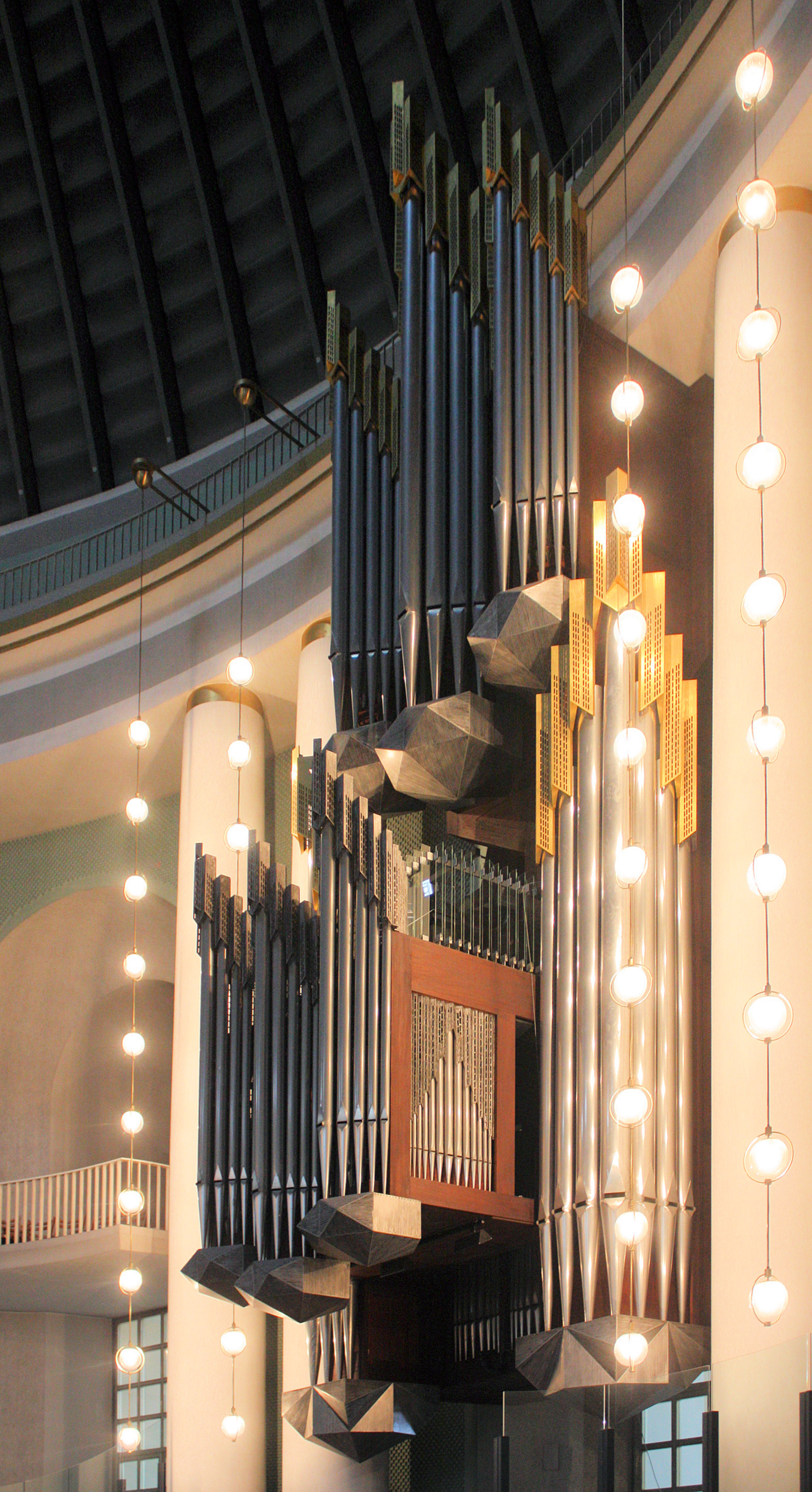
Klais-Orgel der St.-Hedwigs-Kathedrale, Sauers Arbeitsplatz für mehr als 40 Jahre

Thomas Sauer wuchs in Storcha in der Oberlausitz in einer sorbischen Familie auf. Nach früher Ausbildung an der Musikschule Bautzen und bei einer Ordensschwester im Kloster St. Marienstern studierte er an der Hochschule für Musik „Felix Mendelssohn Bartholdy“ in Leipzig, wo im Hauptfach Orgel der Thomasorganist Hannes Kästner sein Lehrer war.
Als Absolvent trat er im September 1978 seine erste Stelle als Organist an der Berliner St.-Hedwigs-Kathedrale an. Er übernahm damit den Dienst an der im Januar desselben Jahres eingeweihten Klais-Orgel, mit welcher der Wiederaufbau der kriegszerstörten Kathedrale vollendet wurde. 1990 erhielt er den Titel Domorganist. Vor der Schließung der St.-Hedwigs-Kathedrale für den geplanten Umbau und dem Abbau der Klais-Orgel gab Thomas Sauer Anfang September 2018 ein letztes Konzert in der Kathedrale und übte sein Amt anschließend bis zum Eintritt in den Ruhestand zum 1. März 2020 an der Ausweichkirche St. Joseph in Berlin-Wedding aus.
Neben seinen liturgischen Aufgaben und Orgelkonzerten an der Kathedrale arbeitete er mit den Chören der St. Hedwigs-Kathedrale zusammen, war an Rundfunk- und Schallplattenaufnahmen beteiligt und wurde zu Konzertreisen in verschiedene europäische Länder und die Vereinigten Staaten eingeladen. Mit seiner Ehefrau Roswitha entwickelte er Formate, die Orgelmusik und Lyrik verbinden, wie seit 2008 die Reihe Worte wie Musik.

## Auszeichnungen
- 1976: Bachpreis Leipzig
- 1983: Diplom der Tribune Internationale des Jeunes Interpretes Bratislava
- 1987: Sieger Improvisationswettbewerb Halle